# Wikipédia en pendjabi occidental
Wikipédia en pendjabi occidental (en pendjabi occidental : پنجابی وکیپیڈیا, Pañjābī vikīpīḍīā) est l’édition de Wikipédia en pendjabi « occidental ». Le pendjabi est une langue indo-iranienne parlée au Pendjab au Pakistan et en Inde. Deux systèmes d'écriture sont utilisés, le gurmukhi en Inde et le shahmukhi au Pakistan. L'édition en pendjabi occidental (nom donné au pendjabi écrit en shahmukhi) est lancée le 12 août 2009,,,. Son code est : pnb.
Au 20 mars 2025, l'édition en pendjabi occidental contient 74 000 articles et compte 40 410 contributeurs, dont 65 contributeurs actifs et 2 administrateurs.
L'édition en pendjabi utilise, quant à elle, le gurmukhi, système d'écriture alphasyllabaire utilisé en Inde, et contient 57 618 articles.

## Présentation
L'édition en pendjabi occidental a été lancée le 24 octobre 2008 via l'incubateur Wikimedia, et son domaine a vu le jour le 13 août 2009. Le projet a été lancé par Khalid Mahmood, un professeur d'université d'Islamabad.

Le pendjabi appartient au groupe des langues indiques nord-occidentales des langues indo-aryennes. : pendjabi
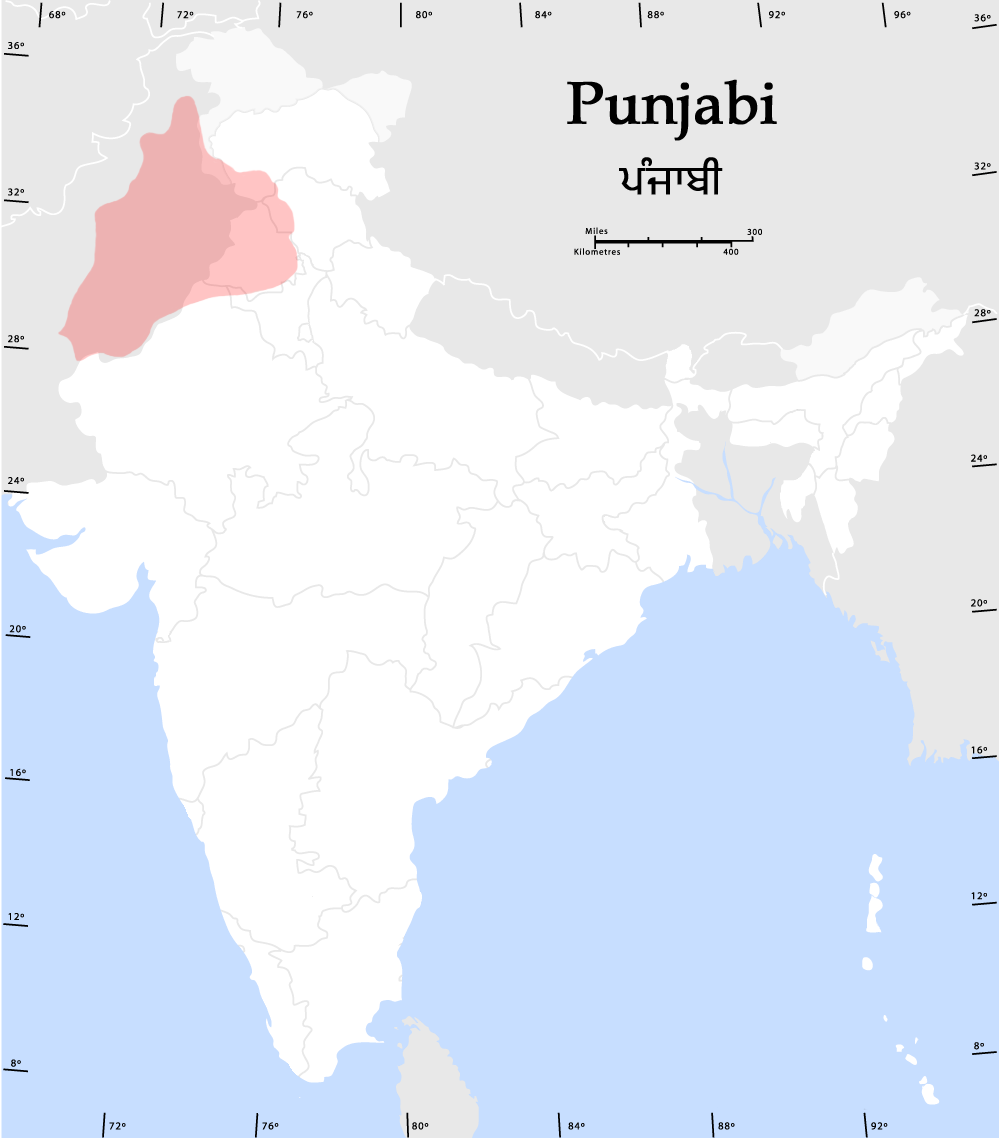
Aire de diffusion du pendjabi, avec les locuteurs natifs du pendjabi au Pakistan (rose foncé) et en Inde (rose clair).
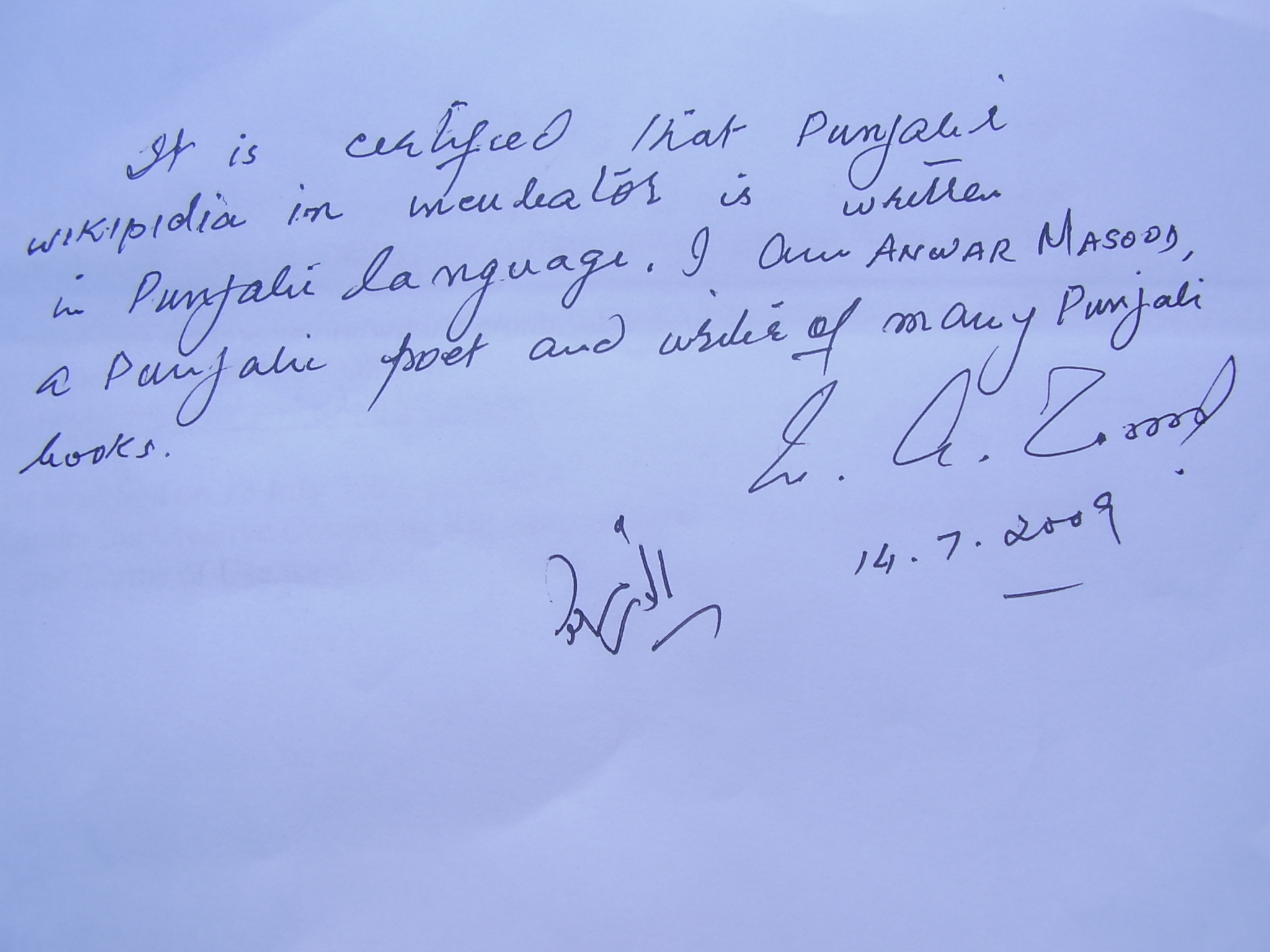
L'écrivain Anwar Masood (en) certifiant le lancement de la Wikipédia en pendjabi occidental.

## Statistiques
- Le 9 février 2015, l'édition en pendjabi occidental compte 33 252 articles et 12 842 utilisateurs enregistrés[6], ce qui en fait la 83e[7] édition linguistique de Wikipédia par le nombre d'articles et la 117e[8] par le nombre d'utilisateurs enregistrés, parmi les 287 éditions linguistiques actives.
- Le 26 octobre 2022, elle contient 66 363 articles et compte 33 040 contributeurs, dont 58 contributeurs actifs et 2 administrateurs.
- Le 21 septembre 2024, elle contient 73 298 articles et compte 39 080 contributeurs, dont 56 contributeurs actifs et 2 administrateurs.